# Одби-энд-Уигстон
Одби-энд-Уигстон (англ. Oadby and Wigston) — неметрополитенский район (англ. Non-metropolitan district) со статусом боро в графстве Лестершир (Англия). Административный центр — город Уигстон-Магна.

## География
Район расположен в центральной части графства Лестершир юго-восточнее Лестера.

## Состав
В состав района входит 2 города: 
- Одби
- Уигстон-Магна